# Adam Zejer
Adam Zejer (ur. 3 listopada 1963 w Olsztynie) – polski piłkarz występujący na pozycji pomocnika, trener.

## Przebieg kariery
Zejer swoją karierę rozpoczął w Stomilu Olsztyn. Wiosną 1986 przeniósł się do Zagłębia Lubin, z którym w sezonie 1990/91 zdobył tytuł mistrza Polski. Do zwycięstwa lubińskiego klubu w rozgrywkach Zejer przyczynił się m.in. strzeleniem czterech bramek w sezonie. Zdobycie najważniejszego polskiego trofeum piłkarskiego zaowocowało transferem do Turcji. W klubie Beşiktaş JK w sezonie 1991/92 powtórzył sukces sprzed roku, zdobywając mistrzostwo kraju, tym razem jednak już nie w swojej ojczyźnie. W kolejnym sezonie Zejer reprezentował barwy innego tureckiego klubu, Gaziantepsporu. W zespole tym uzyskał swą jedyną na tureckich boiskach bramkę.
Latem 1993 wyjechał do Niemiec, gdzie podjął się gry w VfL Herzlake. Rok później powrócił do Stomilu, w którym grał przez kolejne dwa i pół roku. W 1997 zdecydował się na przenosiny do lokalnego rywala Stomilu – Warmii Olsztyn. Kolejne lata w jego karierze to przygody w drugoligowym Świcie Nowy Dwór Mazowiecki i trzecioligowej Polonii Lidzbark Warmiński.
W 2002 piłkarz postanowił raz jeszcze pomóc ekipie Stomilu w walce o utrzymanie się w ekstraklasie. Na wiosnę wystąpił w ośmiu ligowych spotkaniach, lecz cel nie został zrealizowany. Zejer swą piłkarską karierę zakończył wiosną 2003. Ostatnim klubem, w jakim grał były trzecioligowe Wigry Suwałki. Obecnie jest trenerem młodzieży w Stomilu Olsztyn.
W latach 1987–1991 rozegrał pięć meczów w reprezentacji Polski.